# Benxihu kolenmijn
De Benxihu kolenmijn (Japans: Honkeiko) is een voormalige mijn in Benxi, China. Op 26 april 1942 vond hier de dodelijkste mijnramp uit de geschiedenis plaats. Een gasexplosie gevolgd door een enorme brand eiste officieel het leven van 1549 kompels, maar ooggetuigen spreken over 3000 doden. 
De kolenmijn werd na de Russisch-Japanse Oorlog van 1904-1905 in gebruik genomen door een Chinees-Japanse joint venture, de Benxi Coal and Steel Limited Company. Geleidelijk namen de Japanners de controle over het bedrijf volledig over en werden de werkomstandigheden voor de Chinese arbeiders steeds slechter, zeker na de start van de  Chinees-Japanse Oorlog van 1937-1945. 
Op 26 april 1942 vond in een van de schachten een gasexplosie plaats, gevolgd door een felle brand. Op dat moment waren 5000 kompels in de mijn aanwezig. Om te voorkomen dat de brand naar buiten zou uitslaan, sloten de Japanners de ingang af, ondanks de protesten van toegestroomde verwanten van de ingesloten mijnwerkers. Het kostte tien dagen om de slachtoffers van de mijnramp te bergen. 
Na de Japanse capitulatie in augustus 1945 namen de Chinese mijnwerkers de controle over de mijn over. 